# Шалкар-Карашатау
Шалкар-Карашатау (Челкар-Карашатау) — озеро в Казахстане, расположено на территории Айтекебийского района Актюбинской области. Находится примерно в 7 км к юго-западу от села Кумкудук.
Площадь озера составляет 18,5 км². Длина — 12,5 км, ширина — 2,2 км. Питание снеговое и дождевое. Вода солёная, пологие берега заболочены. Хозяйственное значение озера невелико.